# E tanta paura
E tanta paura è un film italiano del 1976 diretto da Paolo Cavara.

## Trama
Milano. Una prostituta, Elvira Meniconi, uccide un suo cliente: l'ispettore Lomenzo indaga sul caso. Dopo questo omicidio se ne susseguono altri: a morire per mano di un ignoto assassino, sono i componenti di una combriccola di ricchi viziosi. L'omicida, una volta compiuto l'assassinio, lascia una illustrazione di Pierino Porcospino accanto a ognuno dei cadaveri. 
Anche la prostituta viene uccisa: tramortita durante il suo lavoro per strada, viene legata a un albero e bruciata viva con la benzina. Lomenzo, grazie all'aiuto di Jeanne, una ragazza francese, scopre che le vittime sono tutte collegate a un giro di festini e droga consumati in una villa della provincia milanese, a cui la stessa Jeanne aveva partecipato. Peraltro, nel giardino della villa, è rinvenuto un pericoloso esemplare di tigre, custodito in gabbia.
Lomenzo scopre che la gabbia del felino veniva usata per favorire il commercio illecito di gioielli e, tale commercio, era parallelo a una serie di ulteriori attività viziose promosse dal gruppo. Gli indizi scoperchiano antichi segreti, fra i quali la morte di Rosa Catena, una giovane prostituta meridionale, assassinata durante una delle tante orge alla villa dopo aver scoperto il traffico dei gioielli. La verità però è difficile da scoprire e le vittime continuano ad aumentare. 
Lomenzo brancola nel buio, finché non trova una pista inaspettata. I vari omicidi, infatti, non sono compiuti da un assassino unico ma da una moltitudine di persone (tra cui la prostituta poi uccisa), ingaggiati negli ambienti della malavita da un mandante che intendeva eliminare tutti i soggetti che avevano dato vita al giro di ricettazione, droga e sesso all'interno della villa milanese. L'identità del mandante viene quindi scoperta.